# Иттихад (футбольный клуб, Хемиссет)
«Иттихад» (араб. خميست‎) — марокканский футбольный клуб из города Хемиссет. Выступает в Чемпионате Марокко (Ботола). Основан в 1940 году. Домашние матчи проводит на стадионе «18 ноября», вмещающем 10 000 зрителей. В сезоне 2007/08 клуб добился наивысшего результата в своей истории, став вице-чемпионом страны, этот успех позволил клубу в 2009 году дебютировать в афрокубках, в Лиге чемпионов КАФ 2009 клуб дошёл до 1/8 финала, где уступил по сумме двух матчей 0:1 будущему победителю турнира конголезскому «ТП Мазембе». Выбыв из Лиги чемпионов, «Иттихад Хемисет» продолжил выступление в Кубке Конфедерации КАФ 2009, где так же в 1/8 финала вновь уступил будущему победителю турнира малийскому «Стад Мальен».

## Достижения
- Чемпионат Марокко: 0

Второе место : 2007/08
- Кубок Марокко: 0

Финалист : 1973

## Участие в афрокубках
- Лига чемпионов КАФ: 1 раз

2009 — 1/8 финала
- Кубок Конфедерации КАФ: 1 раз

2009 — 1/8 финала